# 34338 Shreyaskar
34338 Shreyaskar è un asteroide della fascia principale. Scoperto nel 2000, presenta un'orbita caratterizzata da un semiasse maggiore pari a 2,6145393 au e da un'eccentricità di 0,0400838, inclinata di 3,12127° rispetto all'eclittica.